# Leptothorax sphagnicola
Leptothorax sphagnicola es una especie de hormiga del género Leptothorax, tribu Crematogastrini, familia Formicidae. Fue descrita científicamente por Francoeur en 1986.
Se distribuye por Canadá. Se ha encontrado a elevaciones de hasta 125 metros.